# Вошберн (округ, Вісконсин)
Шаблон:StateAbbr_ 45°54′ пн. ш. 91°47′ зх. д. / 45.9° пн. ш. 91.79° зх. д.
 Вошберн (англ. Washburn County) — округ (графство) у штаті Вісконсин. Ідентифікатор округу 55129.

## Історія
Округ утворений 1883 року.

## Демографія
За даними перепису 
2000 року 
загальне населення округу становило 16036 осіб, зокрема міського населення було 2644, а сільського — 13392.
Серед них чоловіків — 8071, а жінок — 7965. В окрузі було 6604 домогосподарства, 4531 родин, які мешкали в 10814 будинках.
Середній розмір родини становив 2,88.
Віковий розподіл населення поданий у таблиці:
| Стать    | До 15 років | 15-21 | 22-29 | 30-39 | 40-49 | 50-65 | 65-85 | Понад 85 |
| -------- | ----------- | ----- | ----- | ----- | ----- | ----- | ----- | -------- |
| Чоловіки | 1568        | 787   | 518   | 1017  | 1256  | 1578  | 1205  | 142      |
| Жінки    | 1446        | 631   | 511   | 974   | 1292  | 1491  | 1387  | 233      |

## Суміжні округи
- Дуглас — північ
- Бейфілд — північний схід
- Соєр — схід
- Раск — південний схід
- Беррон — південь
- Бернетт — захід

## Виноски
1. ↑  U.S. Decennial Census. United States Census Bureau. Архів оригіналу за 4 квітня 2018. Процитовано 9 серпня 2015.
2. ↑  Historical Census Browser. University of Virginia Library. Архів оригіналу за 11 серпня 2012. Процитовано 9 серпня 2015.
3. ↑  Forstall, Richard L., ред. (27 березня 1995). Population of Counties by Decennial Census: 1900 to 1990. United States Census Bureau. Архів оригіналу за 18 липня 2015. Процитовано 9 серпня 2015.
4. ↑  Census 2000 PHC-T-4. Ranking Tables for Counties: 1990 and 2000 (PDF). United States Census Bureau. 2 квітня 2001. Архів оригіналу (PDF) за 18 грудня 2014. Процитовано 9 серпня 2015.
5. ↑  State & County QuickFacts. United States Census Bureau. Архів оригіналу за 5 вересня 2015. Процитовано 24 січня 2014.(англ.) Наведено за англійською вікіпедією.
6. ↑  American FactFinder. Бюро перепису населення США. Архів оригіналу за 26 лютого 2012. Процитовано 31 січня 2008.

| США | Це незавершена стаття з географії США. Ви можете допомогти проєкту, виправивши або дописавши її. |